# Glasmal
Glasmal (Kryptopterus bicirrhis) är en fiskart som först beskrevs av Valenciennes, 1840.  Glasmal ingår i släktet Kryptopterus och familjen malfiskar. IUCN kategoriserar arten globalt som livskraftig. Inga underarter finns listade i Catalogue of Life.